# Girl in me
「Girl in me」（ガール イン ミー）は、1982年5月21日に発売されたEPOの3枚目のシングル。3rdアルバム『う・わ・さ・に・な・り・た・い』と同時発売された。

## 概要
表題曲は、イギリスのR&Bシンガー、マキシン・ナイチンゲールが1978年に発表したシングル「(Bringing Out)The Girl In Me」のカバー曲。EPO自身が大変気に入りの曲であったことからカバーする運びになったという。作曲を手掛けたレイ・パーカー・ジュニアが来日した際に、スケジュールを調整してもらい、一緒にレコーディングが行われている。レイ・パーカー・ジュニアは、「日本でカバー・バージョンが発表されることを光栄に思う」とのメッセージを残している。
B面曲「身代りのバディー」はミニ・アルバム『JOEPO〜1981KHz』からのシングルカット。サーファーの友人から聞いた話が面白く、それをモチーフに書いた曲だとのこと。EPOによると、アレンジャーは大抵、自分の作ったデモテープとは全く異なるイントロをつけることがほとんどだが、この曲の編曲を手掛けた山下達郎は「イントロは聴く人の心を曲に誘導する大切な部分だから、EPOの思った通りにした方がいい」と、デモテープに忠実なアレンジを施したという。

## 収録曲
| 全作詞: EPO。 |                      |           |                |                                     |      |
| #             | タイトル             | 作詞      | 作曲           | 編曲                                | 時間 |
| 1.            | 「Girl in me」       | EPO       | Ray Parker Jr. | 清水信之                            | 3:44 |
| 2.            | 「身代りのバディー」 | EPO       | EPO            | 山下達郎 乾裕樹（ストリングス編曲） | 4:34 |
| 合計時間:     | 合計時間:            | 合計時間: | 合計時間:      | 8:18                                |      |

## リリース日一覧
| 地域 | リリース日    | レーベル  | 規格               | 規格品番 | 備考 |
| ---- | ------------- | --------- | ------------------ | -------- | ---- |
| 日本 | 1982年5月21日 | RCA / RVC | 7"シングルレコード | RHS-537  |      |

## 参考資料
- 『月刊ミュージック・ステディ』第4巻第3号、ステディ出版、1984年3月15日、93頁、雑誌08469-03。
- 『月刊ミュージック・ステディ』第4巻第3号、ステディ出版、1984年3月15日、92頁、雑誌08469-03。